# (73267) 2002 JD50
(73267) 2002 JD50 – planetoida z pasa głównego asteroid okrążająca Słońce w ciągu 3,42 lat w średniej odległości 2,27 j.a. Odkryta 9 maja 2002 roku.